# Carlos Ordóñez (futbolista)
Carlos Alberto Ordóñez Esterilla (Tumaco, Colombia; 16 de junio de 2002) es un futbolista colombiano. Juega de defensa y su equipo actual es el CA Progreso de la Primera División de Uruguay.

## Trayectoria
Ordóñez entró muy joven a las inferiores del Envigado, y fue promovido al primer equipo en 2019. Se afianzó en el equipo titular en el 2022, donde disputó 22 encuentros de la Categoría Primera A y anotó dos goles.
El 29 de julio de 2023, se confirmó su transferencia al Newell's de la Primera División de Argentina.
Para la temporada 2024, fue cedido al Sportivo Trinidense de la Primera División de Paraguay.

## Selección nacional
EN julio de 2023, Ordóñez fue citado a la selección sub-23 de Colombia.

## Estadísticas

### Clubes
Actualizado al último partido disputado el 14 de julio de 2023.
| Club                | Div.          | Temporada     | Liga  | Liga  | Copas nacionales | Copas nacionales | Copas internacionales | Copas internacionales | Total | Total |
| Club                | Div.          | Temporada     | Part. | Goles | Part.            | Goles            | Part.                 | Goles                 | Part. | Goles |
| ------------------- | ------------- | ------------- | ----- | ----- | ---------------- | ---------------- | --------------------- | --------------------- | ----- | ----- |
| Envigado · Colombia | 1.ª           | 2019          | 0     | 0     | 1                | 0                | —                     | —                     | 1     | 0     |
| Envigado · Colombia | 1.ª           | 2021          | 9     | 0     | 0                | 0                | —                     | —                     | 9     | 0     |
| Envigado · Colombia | 1.ª           | 2022          | 22    | 2     | 2                | 0                | —                     | —                     | 24    | 2     |
| Envigado · Colombia | 1.ª           | 2023          | 9     | 0     | 2                | 0                | —                     | —                     | 11    | 0     |
| Envigado · Colombia | Total club    | Total club    | 40    | 2     | 5                | 0                | 0                     | 0                     | 45    | 2     |
| Total carrera       | Total carrera | Total carrera | 40    | 2     | 5                | 0                | 0                     | 0                     | 45    | 2     |